# Jiří Maštálka
Jiří Maštálka (n. 3 ianuarie 1956, Sušice, Cehia) este un om politic ceh, membru al Parlamentului European în perioada 2004-2009 din partea Cehiei.
1. 1 2  Jiří Maštalka, The Fine Art Archive, accesat în 9 iulie 2023
2. ↑  Czech National Authority Database, accesat în 23 noiembrie 2019
3. ↑  Deputații în Parlamentul European
4. 1 2  Data Poslanecké sněmovny a Senátu, accesat în 11 ianuarie 2020
5. ↑  pace.coe.int
6. ↑  Data Poslanecké sněmovny a Senátu, accesat în 15 ianuarie 2020
7. 1 2  Číselník volebních stran - Volby do zastupitelstev obcí konané 23.09. – 24.09.2022 (în cehă), Český statistický úřad[*], accesat în 3 septembrie 2022